# Ganxo orbital

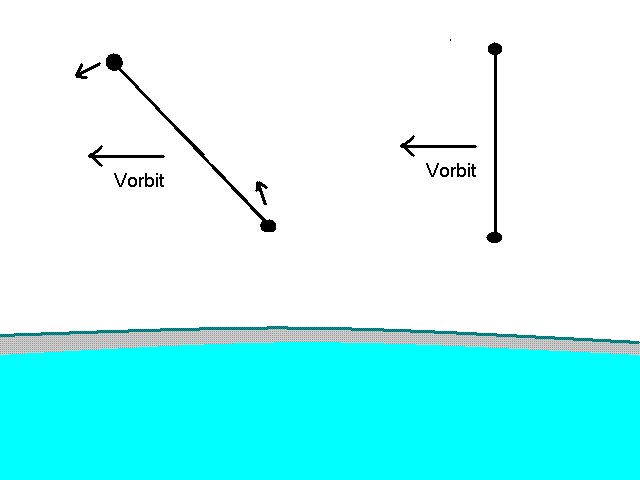
Un ganxo giratori o estacionari en òrbita.

Un ganxo orbital és una estructura semblant a un cable que utilitza transferència de moment angular per col·locar càrregues útils a l'espai. Una estació espacial pesada en òrbita està connectada a un cable que s'estén cap avall, cap a l'atmosfera superior. Les càrregues a posar en òrbita (que són molt més lleugeres que l'estació) s'uneixen a l'extrem del cable a mesura que passa aquest últim. Per tant, l'estació espacial està equipada amb un sistema de propulsió (coets, electromagnètics o altres) per romandre en òrbita malgrat la captura de la càrrega.
El ganxo orbital difereix de l'ascensor espacial. Això es deu al fet que el cable del ganxo seria molt més curt i no entra en contacte amb el terra. Tanmateix per emprar amb èxit un ganxo orbital cal disposar de coets o avions capaços de transportar les càrregues en una trajectòria suborbital.

## Història
Es van proposar diferents conceptes i versions, començant per Isaacs l'any 1966, Artsutanov l'any 1967, Pearson i Colombo a l'any 1975, Kalaghan el 1978, i Braginski l'any 1985. Les versions amb el millor potencial impliquen un cable curt a òrbita terrestre baixa que gira al seu pla orbital i els extrems del qual freguen l'atmosfera superior de la Terra. Amb el moviment de rotació, el ganxo gairebé anula la seva velocitat relativa al sòl durant el seu descens. Aquestes versions van ser proposades per Moravec el 1976, i Sarmont el 1994.
Quan el científic italià Giuseppe Colombo va proposar a principis dels anys setanta la idea d'utilitzar un cable de bloqueig de marea per estabilitzar satèl·lits d'observació, la NASA va començar oficialment a avaluar, el 1979, les possibles aplicacions de llargs temps. cables a l'espai. Això va fer que un transbordador espacial estatunidenc realitzés una prova real: la missió "TSS-1R", llançada el 22 de febrer de 1996 durant la missió STS-75. L'objectiu era caracteritzar el comportament d'un cable llarg a l'espai i la física dels plasmes espacials. El satèl·lit italià es va desplegar a una distància de 19,7 km del transbordador espacial.
Un enginyer va especular el 1994 que el ganxo podria ser competitiu amb un ascensor espacial convencional.
El 2000 i el 2001, Boeing Phantom Works, amb una subvenció de l'Institut de Conceptes Avançats de la NASA, va dur a terme un estudi detallat de l'enginyeria i la viabilitat comercial de diversos ganxos. Van estudiar amb detall una variant anomenada "Hypersonic Space Tether Orbital Launch System" o HASTOL. Aquest disseny utilitza un avió hipersònic equipat amb estatoreactors de combustió supersònics que volen a Mach 10 (10 vegades la velocitat del so) per interceptar un ganxo orbital giratori.
Tot i que encara no s'ha construït cap ganxo, hi ha hagut una sèrie de vols i experiments per explorar els diferents aspectes dels cables espacials.

## Tipus de ganxos

### Sense rotació

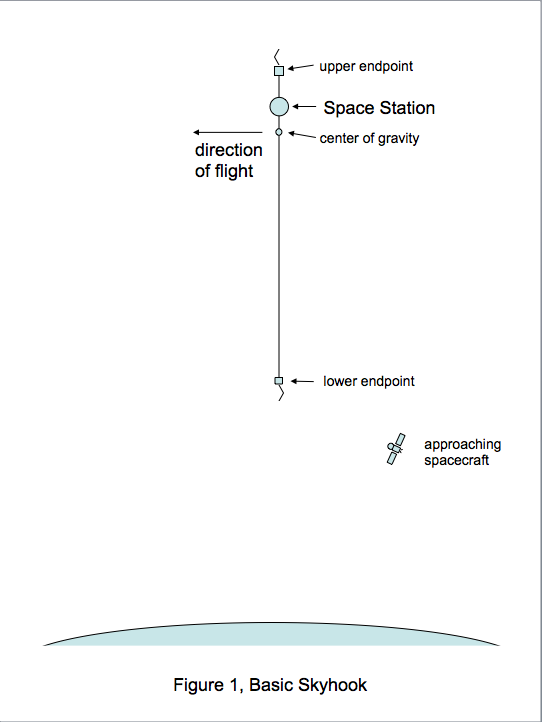
200 km de llarg, tal com va proposar E. Sarmont l'any 1990

Un ganxo sense rotació és un cable vertical tensat pel gradient de gravetat. L'extrem inferior del cable "toca" la part superior de l'atmosfera (costat de la Terra). És aquesta aparença la que va portar a l'adopció del nom anglès skyhook, ja que sembla un ganxo penjat del cel.

### El model giratori

Si la velocitat orbital i la velocitat de rotació del cable són sincròniques, el ganxo a l'extrem del cable segueix una corba cicloide. En el punt més baix està momentàniament immòbil en relació al terra, després es pot enganxar a una càrrega útil i, literalment, posar-la en òrbita.

En girar el cable al voltant del seu centre de gravetat en una direcció oposada al seu moviment orbital, es pot reduir la velocitat del ganxo respecte al sòl. Això disminueix la dificultat de trobada amb la càrrega útil i permet l'ús de mitjans suborbitals menys potents.
La rotació del cable es pot triar perquè coincideixi exactament amb la seva velocitat orbital d'aproximadament 8 km/s. En aquesta configuració, el ganxo descriu una trajectòria cardioide. Des de la perspectiva de la terra, l'ham sembla baixar gairebé verticalment, fer una pausa un moment i després pujar de nou. Aquesta configuració minimitza la resistència aerodinàmica, cosa que permet que el ganxo baixi a altituds més baixes. Tanmateix, segons l'estudi HASTOL, un ganxo d'aquest tipus en òrbita al voltant de la Terra requeriria un contrapès molt gran, de l'ordre de 1000 a 2000 vegades la massa de la càrrega útil. A més, el cable s'ha de tornar a muntar mecànicament després de la captura per mantenir la sincronització.

La Fase I de l'Avió hipersònic de llançament de ganxo orbital (HASTOL en anglès), publicat l'any 2000, va proposar un cable de 600 km de llarg, en òrbita equatorial a 610-700 km d'altitud. La velocitat del ganxo és de 3,5 km/s. L'encontre amb aquesta estructura té lloc a 3,6 km/s (Mach 10) a una altitud de 100 km. El cable estaria fet de materials disponibles comercialment: Principalment Spectra 2000 (una mena de polietilè de pes molecular ultraalt). Els últims 20 km del cable estarien fets de Zylon PBO (resistent a la calor). Amb una càrrega útil nominal de 14 tones, el cable pesaria 1300 tones, o 90 vegades la massa de la càrrega útil. Els autors van dir:

El missatge principal que volem deixar al lector és: "No necessitem la màgia de materials com els nanotubs de carboni Buckminster-Fuller per fer el ganxo orbital per a un sistema de tipus HASTOL. Els materials existents serviran.

La segona fase de l'estudi HASTOL, publicat l'any 2001, proposava augmentar la velocitat al punt d'intersecció fins a Mach 15 o fins i tot 17. També es proposa augmentar l'altitud d'intercepció a 150 km. Això reduiria la massa del sistema en un factor de tres. L'augment de velocitat s'aconseguiria utilitzant una etapa de coets reutilitzable en lloc d'utilitzar només avions. L'augment de velocitat s'aconseguiria utilitzant una etapa de coets reutilitzable en lloc d'utilitzar només avions. En particular, es va preocupar que els polímers del cable fossin erosionats ràpidament per l'oxigen atòmic; aquest punt genera un nivell de preparació tecnològica de 2.